# Antonio Cavagna Sangiuliani
Antonio Cavagna Sangiuliani (Alessandria, 15 agosto 1843 – Milano, 5 aprile 1913) è stato uno storico italiano.
Aristocratico possidente, amministratore locale, è ricordato soprattutto per la sua intensa attività di storico e promotore di iniziative culturali.

## Biografia
Di nobile antica famiglia vogherese, i Cavagna conti di Gualdana, fu adottato dal cugino 
Antonio Sangiuliani dei conti di Barbiano e di Mede, da cui ereditò il cognome e una rilevante fortuna comprendente 
tra l'altro la tenuta della Zelata di Bereguardo. Fu a lungo consigliere comunale e provinciale di Pavia,
sindaco di Bereguardo, membro o presidente di diverse istituzioni di beneficenza e cultura.
Pur essendo politicamente impegnato (apparteneva alla sinistra liberale, la parte cioè del suo conterraneo
Agostino Depretis), ebbe amicizia e rispetto da parte di tutti grazie al suo carattere signorile
e generoso. Grande possidente, si interessò delle condizioni dei contadini specie riguardo alle 
condizioni igieniche e abitative. Politicamente, si impegnò per il miglioramento dei trasporti
pubblici, propugnando tra l'altro (senza successo) la costruzione di una ferrovia tra Pavia e Gallarate.
È però nel campo degli studi storici che la sua figura emerge particolarmente. Sollecitato dalla tradizione
famigliare (l'archivio di famiglia era ricco di documenti antichi), si dedicò giovanissimo
alla storia della sua terra d'origine, Voghera e l'Oltrepò Pavese. Il suo primo importante
lavoro dedicato all'antica e allora dimenticata abbazia di Sant'Alberto di Butrio, fu pubblicato nel 
1865 (quando non era ancora ventiduenne). Si dedicò prevalentemente agli studi
di storia locale che, in parte editi in parte inediti, raccolse nell'opera L'Agro Vogherese - Memorie sparse di storia patria (1890-1908). Innumerevoli furono i suoi articoli di storia e storia dell'arte relativi soprattutto
alla Lombardia. 
Raccolse e pubblicò la raccolta degli statuti dei comuni italiani del medioevo (in tre volumi), e la raccolta dei documenti vogheresi conservati all'archivio di stato di Milano.
Fondò e diresse il Bollettino Storico Pavese (1893) e fu tra i fondatori e vicepresidente della Società Pavese di Storia Patria (dal 1901).
Raccolse nella sua villa della Zelata una biblioteca di quasi centomila volumi, che dopo la sua morte fu acquistata per lo più dall'Università dell'Illinois, mentre alcuni fondi pervennero nella nell'archivio Storico Civico di Pavia.

## Opere principali
- Dell'Abazia di S. Alberto di Butrio e del Monastero di S. Maria della Pietà detto il Rosario, in Voghera, provincia di Pavia. Illustrazioni storiche, Milano, Tipografia Agnelli, 1865.
- Il portico di San Celso in Milano, Milano, Tipografia Agnelli, 1865.
- Margherita ed Emanuele Filiberto di Savoia, Milano, Tipografia letteraria, 1869.
- Studi storici, Milano, Tipografia letteraria, 1870.
- Cenni storici e topografici sopra Torno, Milano, Vallardi, 1871.
- La ferrovia da Pavia a Gallarate e la strada provinciale da Bereguardo a Binasco, Casorate Primo, Rossi, 1888.
- L'agro Vogherese. Memorie sparse di storia patria, Casorate Primo, Rossi, 1890 (I e II vol.), 1891 (III vol.), 1908 (IV vol).
- Il Castello e gli statuti di Stefanago con notizie sulla famiglia Corti, Casorate Primo, Rossi, 1891.
- La chiesa di San Marcello in Montalino, Pavia, tipografia del Corriere Ticinese, 1893.
- Voghera, Stradella e Circondario (in "Le cento città d'Italia", serie VIII disp. 89), Milano, 1894.
- Guida del famedio del Cimitero Monumentale di Pavia, Pavia, 1897.
- Il tempietto di San Fedelino sul lago di Mezzola, Pavia, Fusi, 1902.
- Registri di carte storiche lombarde, Pavia, Fusi, 1906.
- Cecima - La storia - Gli statuti, Pavia, 1906.
- Il restauro della basilica di San Teodoro in Pavia, Pavia, 1906.
- Statuti italiani riuniti ed indicati, 2 voll. Pavia, Fusi, 1907.
- L'ordine di Malta in Voghera, Roma, 1910.
- Documenti vogheresi dell'Archivio di Stato di Milano (vol. XLVII della Biblioteca della Società Storica Subalpina), 1910.

Pubblicò inoltre numerosi articoli storici su diverse riviste, tra cui il Corriere Ticinese (Pavia), la Gazzetta di Pavia e soprattutto il Bollettino della Società Pavese di Storia Patria.